# Montigny-sur-Vesle

Montigny-sur-Vesle este o comună în departamentul Marne, Franța. În 2009 avea o populație de 467 de locuitori.